# 王曼利
王曼利（1967年—），陕西西安人，汉族，中华人民共和国政治人物、第十二届全国人民代表大会陕西地区代表。
擔任陕西省西安市公共交通总公司第二公司43路驾驶员，加入中国共产党。2013年，担任全国人大代表。2018年2月24日，当选为第十三届全国人大代表。